# Zhao Tingting
Zhao Tingting (chinesisch 赵婷婷, * 28. November 1982 in Nantong) ist eine chinesische Badmintonspielerin.

## Karriere
Zhao Tingting stand bei fast allen hochrangigen Badmintonveranstaltungen auf dem Podest, wobei sie insbesondere im Damendoppel und im Mixed erfolgreich war. Nur bei Olympia schaffte sie es nicht aufs Treppchen. 2004 unterlag sie im Spiel um Platz drei und 2008 wurde sie ein Opfer der großen Leistungsdichte im chinesischen Badminton und durfte gar nicht starten. 2009 zeigte sie noch einmal ihr Potential, als sie Weltmeisterin im Damendoppel wurde.

## Sportliche Erfolge
| Veranstaltung | Saison                                          | Disziplin   | Platz | Name                        |
| ------------- | ----------------------------------------------- | ----------- | ----- | --------------------------- |
| 1999/2000     | Deutsche Internationale Juniorenmeisterschaften | Mixed       | 1     | Zheng Bo / Zhao Tingting    |
| 1999/2000     | Deutsche Internationale Juniorenmeisterschaften | Damendoppel | 1     | Li Yujia / Zhao Tingting    |
| 2001          | China Open                                      | Damendoppel | 3     | Zhang Yawen / Zhao Tingting |
| 2001          | Asienmeisterschaft                              | Damendoppel | 3     | Zhao Tingting / Zhang Yawen |
| 2002          | China Open                                      | Damendoppel | 2     | Wei Yili / Zhao Tingting    |
| 2002          | All England                                     | Damendoppel | 3     | Zhang Yawen / Zhao Tingting |
| 2002          | China Open                                      | Mixed       | 2     | Chen Qiqiu / Zhao Tingting  |
| 2002          | French Open                                     | Damendoppel | 1     | Zhang Yawen / Zhao Tingting |
| 2002/2003     | Denmark Open                                    | Damendoppel | 1     | Wei Yili / Zhao Tingting    |
| 2003          | Swiss Open                                      | Mixed       | 3     | Chen Qiqiu / Zhao Tingting  |
| 2003          | All England                                     | Mixed       | 2     | Chen Qiqiu / Zhao Tingting  |
| 2003          | Thailand Open                                   | Damendoppel | 1     | Wei Yili / Zhao Tingting    |
| 2003          | Thailand Open                                   | Mixed       | 1     | Qiqiu Chen / Zhao Tingting  |
| 2003          | China Open                                      | Mixed       | 2     | Chen Qiqiu / Zhao Tingting  |
| 2003          | China Open                                      | Damendoppel | 3     | Wei Yili / Zhao Tingting    |
| 2003          | Swiss Open                                      | Damendoppel | 2     | Wei Yili / Zhao Tingting    |
| 2004          | China Open                                      | Mixed       | 2     | Chen Quqiu / Zhao Tingting  |
| 2004          | All England                                     | Damendoppel | 3     | Wei Yili / Zhao Tingting    |
| 2004          | China Open                                      | Damendoppel | 2     | Wei Yili / Zhao Tingting    |
| 2004          | Swiss Open                                      | Damendoppel | 3     | Wei Yili / Zhao Tingting    |
| 2004/2005     | Denmark Open                                    | Damendoppel | 1     | Wei Yili / Zhao Tingting    |
| 2004/2005     | Denmark Open                                    | Mixed       | 1     | Chen Qiqiu / Zhao Tingting  |
| 2005          | All England                                     | Damendoppel | 2     | Wei Yili / Zhao Tingting    |
| 2005          | China Open                                      | Mixed       | 3     | Zheng Bo / Zhao Tingting    |
| 2006          | China Open                                      | Mixed       | 2     | Xu Chen / Zhao Tingting     |
| 2006          | Hong Kong Open                                  | Mixed       | 1     | Zheng Bo / Zhao Tingting    |
| 2007          | China Masters                                   | Damendoppel | 2     | Zhao Tingting / Yang Wei    |
| 2007          | Swiss Open                                      | Damendoppel | 1     | Yang Wie / Zhao Tingting    |
| 2007          | Asienmeisterschaft                              | Damendoppel | 1     | Yang Wei / Zhao Tingting    |
| 2007          | Asienmeisterschaft                              | Mixed       | 2     | Xu Chen / Zhao Tingting     |
| 2009          | Weltmeisterschaft                               | Damendoppel | 1     | Zhang Yawen / Zhao Tingting |